# Ameiurus melas
Ameiurus melas, más conocida como pez gato o bagre, es una especie de pez de la familia Ictaluridae en el orden de los Siluriformes.

## Morfología
Su coloración es muy oscura o negra, con un vientre blanquecino. Aunque hay individuos adultos  que pueden alcanzar los 60 cm y un peso de 3,60 kg, lo normal es que la talla normal permanezca entre los 25 y los 35 cm con unos 400 g de peso.

## Distribución nativa y carácter invasor
Originario de América del Norte, ha sido introducido en balsas y ríos de toda España. Es un depredador oportunista con una dieta amplia; no sólo compite con especies endémicas a la hora de alimentarse, sino que a menudo los peces locales son parte de su dieta. Incluso afecta negativamente a moluscos en peligro crítico de extinción como Margaritifera auricularia, que viven en el fondo de los ríos y dependen para su reproducción de algunos peces que son presa del pez gato, como por ejemplo el pez fraile.
Debido a su potencial colonizador y constituir una amenaza grave para las especies autóctonas, los hábitats o los ecosistemas, esta especie ha sido incluida en el Catálogo Español de Especies Exóticas Invasoras, regulado por el Real Decreto 630/2013, de 2 de agosto, estando prohibida en España su introducción en el medio natural, posesión, transporte, tráfico y comercio.